# Меексі (волость)
Ме́ексі (ест. Meeksi vald) — волость в Естонії, одиниця самоврядування в повіті Тартумаа з 21 листопада 1991 по 22 жовтня 2017 року.

## Географічні дані
Площа волості — 143,5 км2, чисельність населення на 1 січня 2017 року становила 581 особу.

## Населені пункти
Адміністративний центр — село Меексі.
На території волості розташовувалися:
селище Мегікоорма (Mehikoorma alevik);
9 сіл (küla): Араву (Aravu), Гааваметса (Haavametsa), Йиепера (Jõepera), Меексі (Meeksi), Меерапалу (Meerapalu), Парапалу (Parapalu), Рика (Rõka), Сікакурму (Sikakurmu), Ярвселья (Järvselja).

## Історія
21 листопада 1991 року Мегікоормаська сільська рада перетворена у волость зі статусом самоврядування.
12 грудня 1991 року волость Мегікоорма перейменована у волость Меексі.
28 грудня 2016 року волосні ради Меексі, Ряпіна та Веріора підписали Договір про об'єднання з метою створення нової адміністративної одиниці. Уряд Естонії постановою № 28 від 26 січня 2017 року затвердив утворення в повіті Пилвамаа нової адміністративної одиниці шляхом злиття самоврядувань Меексі, Ряпіна та Веріора, визначивши назву нового муніципалітету як волость Ряпіна. Зміни в адміністративно-територіальному устрої, відповідно до постанови, мали набрати чинності з дня оголошення результатів виборів до волосної ради нового самоврядування.
17 травня 2017 року Уряд Естонії прийняв постанову № 84 про передачу територій сіл Рика та Ярвселья, що належали волості Меексі, до складу волості Винну.
15 жовтня 2017 року в Естонії відбулися вибори в органи місцевої влади. Утворення волості Ряпіна набуло чинності 22 жовтня 2017 року. Волость Меексі вилучена з «Переліку адміністративних одиниць на території Естонії».